# 顧時
顧時（1334年—1379年），字時舉，濠州（今安徽凤阳）人，明朝初年军事人物。

## 生平
其年少风流倜傥，善于出谋划策。跟随朱元璋渡江，积功至元帅。后攻下安慶、南昌、廬州、泰州，升任天策衛指揮同知。李濟占领濠州的时候，顧時跟从韓政征讨并招降李。后进攻张士诚升山水寨，其藏于小舟，接近敌船后跳入斩杀，并招降五太子等人。洪武元年，升任大都督府副使兼同知率府事，跟从徐达进攻河南河北，攻下元都、平陽、崞州、蘭州、慶陽等地，后徐达回到京师，另其守卫靜寧州，赶走賀宗哲，平定西边。
洪武三年晋升大都督同知，封濟寧侯。次年为左副將軍，辅助傅友德进攻四川。从興元攻到漢州、成都。再一年随李文忠北伐，当时分道进入大漠，后迷路，粮草且尽。遇到敌军，士兵疲劳无法作战。其率领麾下数百人进行攻击，并获得敌军輜重糧畜，鼓舞军队士气。洪武六年随徐达守卫北平。洪武十二年去世，追封滕國公，諡襄靖，祔祭功臣廟。

## 家庭
其子顧敬，为左副將軍，平定龍泉山立功，后因牵扯胡惟庸案而被连坐处死。

## 后人
顧敬被处死后，家人为避难四处逃散，其中有一支逃到现山东省东平县东平湖畔隐居。目前这支顧時后人分布在东平湖边的西汪村、顾庞村、山窝村等地。 
此条整理人：顧時后人顧峻诚 ，现居温哥华
参考《顧氏族谱》